# Chiesa di San Niccolò (Cortona)
La chiesa di San Niccolò è un edificio sacro che si trova nella via omonima a Cortona, in provincia di Arezzo e diocesi di Arezzo-Cortona-Sansepolcro.

## Storia e descrizione
La sua storia è legata a san Bernardino da Siena che nel 1440 vi istituì la Compagnia di San Niccolò, tuttora esistente.
La chiesa si affaccia su un ampio sagrato rettangolare chiuso a sinistra dal monte e a destra da un muro dal quale si gode un panorama. È preceduta da un porticato che si sviluppa sul fianco sinistro e sulla facciata, ripristinato nel 1930 a partire, sul lato, di un avanzo di chiostrino quattrocentesco.
L'interno fu completamente rimaneggiato fra Sei e Settecento: presenta tre altari di gusto barocco e un soffitto a lacunari del 1768. 
Sull'altare maggiore è collocato il gonfalone della Compagnia di San Niccolò dipinto nel 1510 circa da Luca Signorelli su ambedue le facce: nella fronte reca il Compianto sul Cristo morto, nel retro la Madonna col Bambino e i santi Pietro e Paolo.
Sulla parete sinistra un grande affresco con la Madonna col Bambino e otto santi della bottega del Signorelli.